# Känner du landet, det härliga rika
Känner du landet, det härliga rika, Sörmlandssången, är en svensk fosterländsk sång skriven av Bernhard Elis Malmström och tonsatt av Knut Hamnström (1813–1886), kyrkoherde i Torsåker.
Sången är viktig för och sjungs ofta på studentnationen Södermanland-Nerike i Uppsala, där den är nationssång.